# Bécsi-erdő
A Bécsi-erdő (németül: Wienerwald, latinul: Cetius mons) egy gyűrődéses középhegység Alsó-Ausztriában, mely az Alpok északkeleti határvidékét képezi. A 45 km hosszú és 20-30 km széles, sűrű erdővel borított terület Bécs környékének egyik kedvelt turisztikai központja. 

## Elhelyezkedése, földrajza
A Bécsi-erdőt a Triesting, a Gölsen, a Traisen és a Duna folyók határolják. Keleten Bécs közigazgatási területére is benyúlik.
A Bécsi-erdő vonulata átmenetet képez az Alpok és a Kárpátok hegylánca között, melyeket a Duna választ el egymástól a régióban. Alkotóelemei szempontjából az északi rész főként homokkőből, míg a déli része mészkőből épül fel. Ennek megfelelő a flórája is: míg az északi vonulaton főként lombhullató fák (tölgy, bükk, gyertyán) nőnek, addig a déli zónákban a fenyőerdők a dominánsak. Legmagasabb csúcsa a 893 m magas Schöpfl. 
A Bécsi-erdő fontosabb települései Klosterneuburg, Purkersdorf, Baden bei Wien, Gumpoldskirchen és Mödling.

## Története
A régészeti leletek tanúsága szerint a Bécsi-erdő legalább a 8. század óta lakott. A népvándorlás idején valószínűleg szláv lakosság telepedett itt le, egyes nyelvészek szerint egykori jelenlétük kimutatható a szláv eredetű Döbling, Liesing és Gablitz helynevekből is. A 16. századig főként hercegi (majd császári) vadászterület volt, majd megkezdődött a fakitermelés a régióban. 1840-től Bécs város - az iparosodás eredményeként - fokozatos terjeszkedésbe kezdett az erdőség rovására, sőt 1870-ben felmerült az erdők nagyrészének tervszerű kiirtása is - ennek megvalósítását a bécsiek részéről kibontakozó általános felháborodás akadályozta meg.   
1987-ben Bécs és Alsó-Ausztria kormányzói aláírták az ún. Bécsi-erdő Megállapodást, mely a Bécsi-erdő területét védett területté nyilvánította.

## Közlekedés
Alatt húzódik az új Westbahn, mely a hegységet a Wienerwald-alagúttal szeli át.